# موزيريس

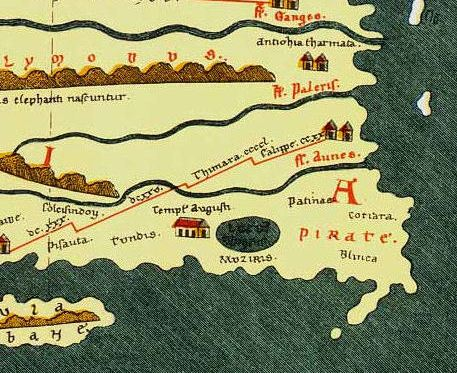
موزيريس على خارطة قديمة تعود للقرن الرابع الميلادي.

موزيريس اسمٌ لميناء ومدينة تاريخية كانت تقع على ساحل ولاية كيرلا الهندية؛ وقد كانت مملكة تشرا تعتمد في تجارتها البحرية على هذا الميناء.